# Mellanöppen bakre rundad vokal
Mellanöppen bakre rundad vokal [öppet o-ljud] är ett språkljud som i internationella fonetiska alfabetet skrivs med tecknet [ɔ]. Det svenska /å/-ljudets korta variant realiseras som [ɔ]. Det långa /å/ realiseras som [o], en mellansluten bakre rundad vokal.